# Naracoorte
Naracoorte – miasto w Australii, w stanie Australia Południowa.